# Целофизиды

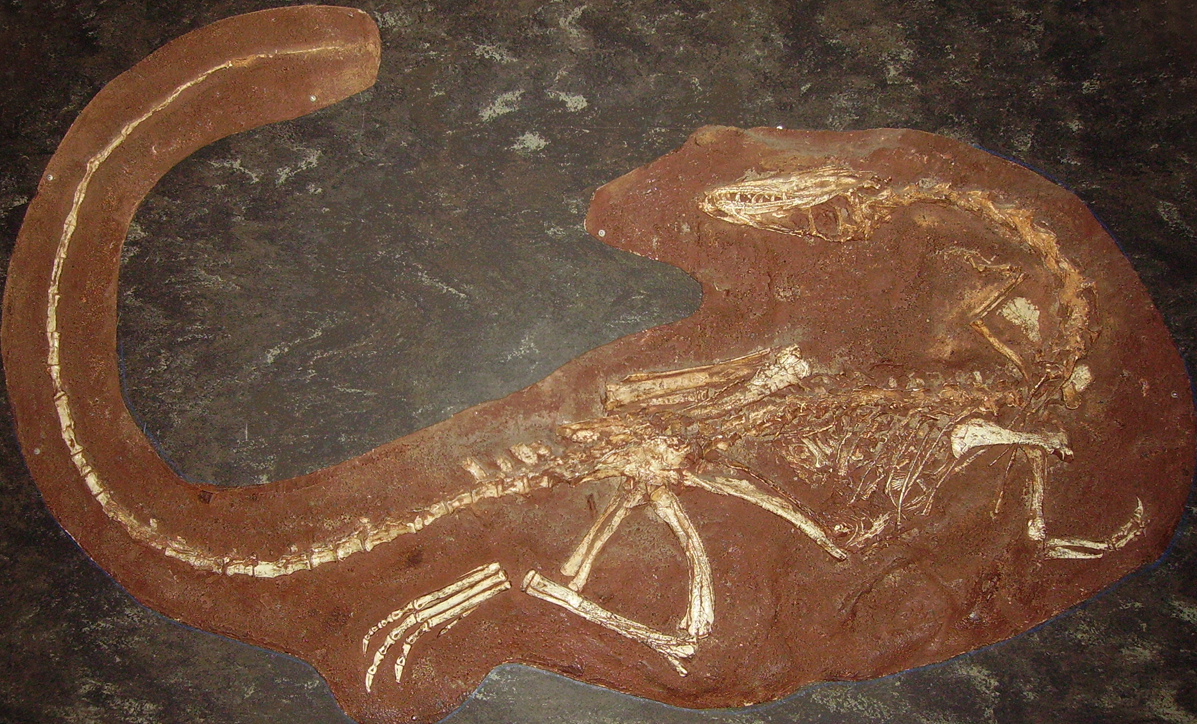
Скелет целофиза в Лондонском музее естествознания

Целофизи́ды (лат. Coelophysidae) — семейство примитивных тероподных динозавров. Большинство видов данного семейства были относительно небольшими. Процветали в позднем триасе и раннем юрском периоде на территории Северной Америки, Африки и Азии.
В кладистике целофизиды были первоначально определены Полом Серено в 1998 году как группа, произошедшая от общего предка целофиза (Coelophysis bauri) и прокомпсогната (Procompsognathus triassicus), и включающая в себя всех потомков общего предка.
Целофизиды — часть клады Coelophysoidea. Старый термин «Podokesauridae», введённый 14 годами ранее до целофизидов (и имевший больший приоритет, чем нынешний термин), в настоящее время обычно игнорируется, так как его типовой экземпляр был разрушен в огне и больше не может быть использован для сравнения с новыми находками.

## Классификация
- Надсемейство: Целофизоиды (Coelophysoidea)
  - Семейство: Целофизиды (Coelophysidae)
    - Род: Кампозавр (Camposaurus)
    - Род: Lucianovenator[4]
    - Род: ? Прокомпсогнат (Procompsognathus)
    - Род: Сегизавр (Segisaurus)
    - Подсемейство: Целофизины (Coelophysinae)
      - Род: Целофиз (Coelophysis)
      - Род: Мегапнозавр (Megapnosaurus)